# Boyfriend (canción de Big Time Rush)
«Boyfriend» —en español «Novio»— es una canción del grupo de pop estadounidense Big Time Rush es el primer sencillo oficial del álbum BTR, producido por Lucas Secon y escrito por Wayne Hector y Secon Lucas. En una de las versiones, cuenta con la colaboración del rapero Snoop Dogg. Fue lanzado el 8 de febrero de 2011. 
La canción apareció en el episodio “Big Time Girlfriends”. El grupo interpretó la canción junto a Snoop Dogg en los premios Kids Choice Awards.

## Antecedentes y composición
Boyfriend fue escrita y producida por Lucas Secon , mientras que Wayne Hector , acreditado como Anthony Wayne Hector, también proporcionó por escrito. Además de escribir y producir, Secon programado y arregló la canción mientras se realiza en tambores y sintetizadores . Las sesiones de grabación tuvieron lugar en Westlake Recording Studios en Los Ángeles, California, dirigido por Rob Kinelski, y al Mux Music Studios en Londres, Inglaterra , dirigida por Secon y Pete Hoffman, los cuales mezclan la canción. Edición través ProTools fue realizado por Hoffman. Mintman realizado en las guitarras , bajos y llaves , que fue grabado en los estudios de grabación Westlake. Boyfriend fue lanzado como debut Big Time Rush solo el 8 de febrero de 2011, a través de la distribución digital.  Una semana después, el 15 de febrero de 2011, Columbia Records servicio Snoop Dogg con la canción de la radio hit contemporáneo y la versión con el New Boyz para cruce rítmica en los Estados Unidos. El 19 de abril de 2011, una nueva versión de la canción con la New Boyz fue lanzado para la distribución digital. 
Boyfriend es una canción pop uptempo que utiliza estilos de dance-pop , hip-hop y teen-pop .  La canción cuenta con el uso de ritmos monocromáticas, sonidos de instrumentos condensados, voces en capas y afinado y autoajuste. [3] De acuerdo con la hoja de música digital publicada en Musicnotes.com por Sony / ATV Music Publishing , la canción está compuesta en clave de E importante . [4] Está situado en el tiempo común y tiene un moderado 4 ritmo de 80 latidos por minuto. Se inicia con una secuencia básica de AEF # mE y las transiciones a la F # mG # mC # m ya que la progresión de acordes. [4] La canción cuenta con versos de rap de Snoop Dogg y el New Boyz .  Las letras se refieren a ser el novio ideal para alguien, se indica en líneas como: "No me importa en absoluto lo que has hecho antes, todo lo que realmente quiero es ser tu novio.

## La respuesta crítica
Boyfriend recibido en general una respuesta mixta de los críticos de música contemporánea.  Matt Collar de Allmusic llamó la "cabeza-bobina" sintonía uno de los puntos destacados del álbum. Jessica Dawson de Common Sense Media llamó a la canción un "single pegadizo" que "permanece en la cabeza, con los chicos haciendo pucheros," Bb -boy-boy-boy-boy-novio ", y rápido, el ritmo de la canción de hip-pop."  Dawson también comentó: "No hay ventiladores duda serán deseando que los chicos cantaban con ellos", otorgando a la canción un tres estrellas. Caroline Sullivan de The Guardian elogió Snoop versos de Dogg, comentando que añaden "dinamismo" a "un de otro modo anodino canción dance-pop ". Alistair McGeorge de la Mujer Primero lo calificó como un "seguro, by-the-números de pista pop que depende en gran medida de la sobreproducción y autotone". Brandon Soderberg de Popdust dio "Boyfriend "una calificación de tres estrellas, elogiando a Snoop Dogg para proporcionar un contraste con el" encanto excéntrico "que presenta en su rostro invitado en canciones pop.  Soderberg acredita Snoop Dogg para inyectar especificidad en una canción de otra manera bastante normal", y elogió además sus versos para su colocación, la escritura que proporcionan "un sentido crucial gratificante de la narrativa".

## Desempeño comercial
En los Estados Unidos, Boyfriend entró en el Billboard Hot 100 en el número setenta y nueve en la edición del 12 de marzo de 2011.  La canción ascendió y descendió en la tabla por varias semanas antes de llegar a su punto máximo en el número setenta y dos en la edición del 7 de mayo de 2011. "Boyfriend" vendido más de 500.000 copias en los Estados Unidos, obteniendo una certificación de oro por el Recording Industry Association of America (RIAA). También alcanzó el puesto número treinta y dos en el Pop Songs gráfico y en el número cincuenta y ocho en el Hot Digital Songs . En Europa, "Boyfriend" fue mejor en las listas .  En Austria, la canción alcanzó el puesto número cincuenta y cinco en la lista de sencillos. En Alemania, la canción debutó en el número cincuenta y uno y se puso en el número cuarenta y nueve de la próxima semana.

## Vídeo
El vídeo se localiza en Los Ángeles, en el año 2099 en la ciudad futurística se ve un edificio moderno, luego se ve a la banda recorriendo una calle, cuando se encuentran con un diagrama de Snoop Dogg preguntándoles si quieren ir al futuro, cantando, entran en el mismo, que es un club donde comienzan a cantar, También se los ve cantando desde un escenario.
Al final del vídeo, salen del diagrama y regresan a la calle.

## Lista de canciones
- Descarga digital[1]

1. "Boyfriend" (con Snoop Dogg) – 3:35

- UK maxi single[2]

1. "Boyfriend" (con Snoop Dogg) – 3:35
2. "Boyfriend" (Jump Smokers remix radio edit con Snoop Dogg) – 3:07
3. "Boyfriend" – 3:21
4. "Boyfriend" (Video) – 3:41

- EU CD single[3]

1. "Boyfriend" (featuring Snoop Dogg) – 3:35
2. "Boyfriend" – 3:21

- EU descarga digital[4]

1. "Boyfriend" (featuring Snoop Dogg) – 3:35
2. "Boyfriend" – 3:21
3. "Boyfriend" (Video) – 3:41

- UK remix EP[5]

1. "Boyfriend" (Jump Smokers remix radio edit featuring Snoop Dogg) – 3:07
2. "Boyfriend" (Jump Smokers remix radio edit) – 2:52
3. "Boyfriend" (Jump Smokers remix extended version featuring Snoop Dogg) – 3:33

## Créditos
- Lucas Secon – composición, producción, arreglos, Programación, recording engineer, Baterías, Sintetizadores, Mezclas
  - Grabado en Mux Music Studios en Londres, Inglaterra
- Wayne Anthony Hector – composición
- Rob Kinelski – ingeniero de grabación 
  - Grabado en Westlake Recording Studios en Los Ángeles, California
- Pete Hoffman – ingeniero de grabación, ProTools editing, mixing
  - Grabado en Mux Music Studios in Londres, Inglaterra
- Mintman – Guitarras, Bajo, Teclados
  - Instrumentos grabados en Westlake Recording Studios, Los Ángeles, California

Créditos adaptados del álbum BTR por Columbia Records.

## Posicionamiento en listas
| Chart (2010)                       | Posición Más alta |
| ---------------------------------- | ----------------- |
| Australia (ARIA)                   | 75                |
| Austria (Ö3 Austria Top 75)        | 49                |
| Bélgica (Ultratop 50) (Flandes)    | 133               |
| Bélgica (Ultratop 40)              | 89                |
| Canadá (Canadian Hot 100)          | 57                |
| Alemania (Media Control AG)        | 98                |
| Irlanda (IRMA)                     | 79                |
| México (AMPROFON)                  | 80                |
| Estados Unidos (Billboard Hot 100) | 84                |
| US Pop Songs (Billboard)           | 20                |
| US (Adult Pop Songs (Billboard)    | 40                |

### Charts de fin de año
| Chart (2011)                                      | Position |
| ------------------------------------------------- | -------- |
| Estados Unidos Kid Digital Song Sales (Billboard) | 1        |

### Certificaciones
| País           | Organismo certificador | Certificación | Ventas  |
| -------------- | ---------------------- | ------------- | ------- |
| Estados Unidos | RIAA                   | Disco de Oro  | 700 000 |

## Premios y nominaciones
| Año  | Premiación                   | Categoría         | Resultado |
| ---- | ---------------------------- | ----------------- | --------- |
| 2011 | Kids Choice Awards Argentina | Canción Favorita  | Ganadores |
| 2013 | Premios Oye!                 | Canción en Inglés | Nominados |